# Barsauma der Nackte
Barsauma der Nackte (arabisch Barsaumâ al-ʿUryan; † 28. August 1317 in Dayr Šahrān) war ein ägyptischer Asket, der in der koptischen Kirche als Heiliger verehrt wird.

## Leben
Barsauma stammte aus einer hochgestellten Familie. Um 1250 soll er als Sekretär der Sultanin Schadschar ad-Durr gewirkt haben, gab diese Tätigkeit jedoch auf und lebte etwa 20 Jahre als Asket in einem unterirdischen Raum der Merkurioskirche (Abū Sayfayn) in Alt-Kairo, danach mehr als fünfzehn Jahre auf der Terrasse dieser Kirche, nackt bis auf ein Lendentuch, tagsüber wie nachts. Während der Diskriminierung von Christen 1293, die zu jener Zeit etwa Turbane in besonderen Farben zu tragen hatten, wurde er von dort vertrieben und eingekerkert. Um 1300 zog er sich in das Kloster Dayr Šahrān  südlich von Kairo zurück. Dort starb er am 28. August 1317 und wurde von den Gläubigen sehr bald als Heiliger verehrt.